# 三島川之江港

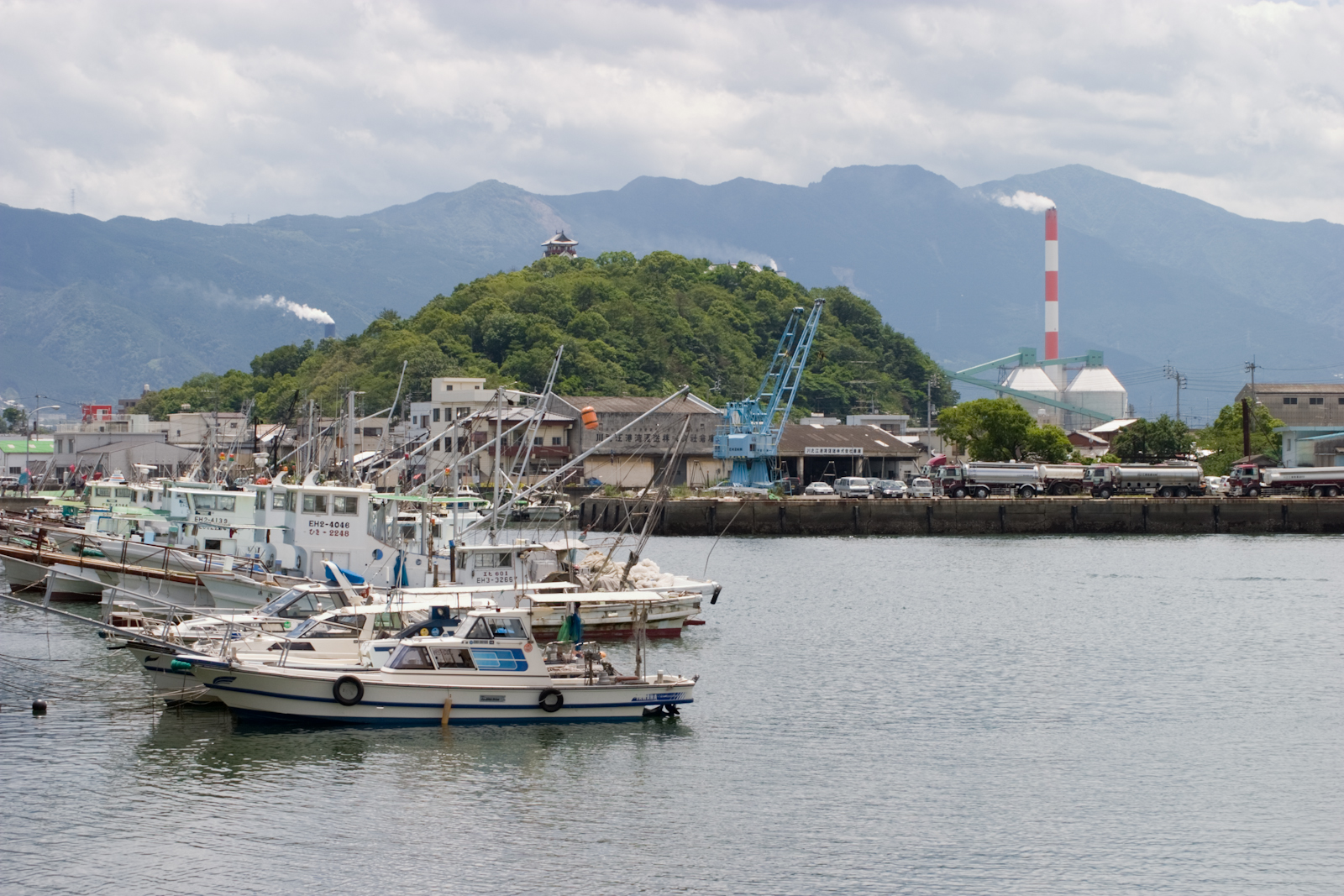
川之江港

三島川之江港（みしまかわのえこう）は、愛媛県四国中央市の北東部に位置する港湾。港湾管理者は愛媛県。港湾法上の重要港湾、港則法上の特定港に指定されている。大型の貨物船が入出港する工業港である。

## 概要
もともとは、三島港と川之江港の2つの港であった。本港の背後圏である宇摩地域は、1964年（昭和39年）に他の近隣市町村とともに東予新産業都市に指定され、積極的な工業化が図られてきたが、製紙産業の発展と共に、大型のチップ船が入港するようになり、また紙製品の積み出しが行なわれるなど、港湾荷役も活況を呈した。1969年（昭和44年）8月1日に三島港が関税法上の開港に指定。次第に船舶も大型化し、量的にも質的にも港湾施設設備不足が顕著になってきたため、三島港と川之江港の両港を一体として整備し一層の発展を図る必要が生じ、1970年（昭和45年）8月に統合し、三島川之江港となり、1971年（昭和46年）4月に重要港湾に指定された。1978年（昭和53年）2月1日に関税法上の三島港を三島川之江港に改称。
また近年では、コンテナ船やRORO船なども就航し、海上交通の重要な基点となることが期待されている。
背後圏の工業化により入港船舶が大型化し、岸壁が手狭になり、また滞船が発生したり、船舶の取り回しに支障を来たしていることもあり、金子地区の開発・臨海土地造成とともに、防波堤を付け替える等の事業が進められている。2015年3月には金子地区国際物流ターミナルの供用を開始した。2021年3月には金子1号岸壁に四国中央市初となるガントリークレーンが設置された。
本港は、製紙スラッジの最終処分場の確保の必要性から、臨海埋め立て、土地造成を繰り返してきた歴史を持ち、またそれが企業の用地需要に応えることになってきた。
一方、過去において水質汚濁や悪臭など公害もみられ、環境との調和が今後も課題となっている。

### 指定港化
2005年11月に国土交通省は四国中央市の業者を集めて、口頭で港湾運送事業法の指定港とする通告を行った。理由として「全国主要港の大半を指定済み。コンテナ貨物に対する多目的ターミナル整備が進むなど機能が充実してきた」と指摘。年間約1千万トンに及ぶ貨物取扱量の多さや、有事の際の公益的命令権確保なども挙げている。
これに対し、地元の海運会社など6社で組織する三島川之江港運協会などは、法の趣旨である港湾秩序は確立され、労使の対立もないなどして反対している。また港湾運送事業法での定めはないものの、指定港では取扱量に応じて業者に分担金に拠出を求め、日本港湾福利厚生協会などに分配、福利厚生施設の整備などに充てられている。指定港化により、分担金が1億円を超えるとの試算もある事や30年間新たな指定がなかった事も反対理由として挙げられている。
両者の協議は進展せず、国土交通省は当初予定していた2006年5月の指定港化の見送りを決めた。ただ、指定港化の方針は変えておらず、対立の構図が続いている。

## 港勢
2006年の取り扱い貨物量は887万トンで、製紙業に特化した港として、製紙原料であるチップと、燃料である石炭で貨物量の半分以上を占め、紙パルプ類の積み出しも多い。
また同港では、ばら積みからコンテナへの切り替えが大きく進んだ為、2010年の国際コンテナ取扱量は前年比44.9％増の37,326TEUと取扱量を伸ばし、2009年まで6年連続で四国1位だった高松港を追い越しトップとなった。

## 背後圏
港の背後には製紙工場が立地し、チップ・古紙等の製紙原料や石炭等の燃料の陸揚げ、また紙製品の積み出しが円滑に行えることから、高い生産性を誇り、本港は四国中央市を全国有数の製紙産業の集積地の地位へと押し上げる原動力ともなった。製紙産業とともに栄えてきた港といえる。

## 地区別の状況

### 三島港
三島港（村松地区、金子地区）は、もともと白砂青松の砂浜が広がる漁村であった。大正15年から6年間にわたって実施された三島港修築工事により、港内面積の拡大及び港湾施設の整備が進められ、昭和5年には指定港となった。戦後、製紙工業の急速な発達により伊予三島市（現在の四国中央市）は、四国中央部における重要な商工業地となり、都市の発展と共に港の利用度が増大したため、昭和28年、港を県に移管し、各種の施設整備を進めた。村松地区にはRORO船航路が発着している。また、金子地区には国際ターミナルコンテナヤードがある。

### 川之江港
川之江港（川之江地区、大江地区）は、金生川の河口を利用した自然の良港として古くから開け、江戸時代には土佐藩主の参勤交代の乗船地となるなど、四国中央部の交通の要衝としての歴史を有している。昭和5年に県の指定港湾となり、その後港勢の進展により港湾施設は拡張を続けている。

## 旅客航路

### フェリー
- 1970年3月･･････四国中央フェリーボートが、川之江港－東神戸港間にバンパックフェリー就航。
- 1975年･･････バンパックフェリー新居浜港寄港開始（旅客扱いのみ）。
- 19**年･･････バンパックフェリーが大阪南港寄港開始。
- 19**年･･････バンパックフェリーが新居浜港から新居浜東港に寄港先変更。
- 1998年4月･･････バンパックフェリー廃止。

### 高速艇
- 1985年2月16日･･････ニュー三福高速ラインが、新居浜港－福山港、三島港－福山港航路を開設。
- 1985年8月10日･･････新居浜港－福山港航路、一部魚島寄港開始。
- 1988年3月末･･････ニュー三福高速ライン廃止。

## 主要貨物航路
- 韓国航路 - 週2便（南星海運）、  - 週2便（シエンライン･シノコー）、
- 中国航路 - （神原海運）
- 千葉 - 和歌山(土曜日、上りのみ) - 堺泉北 - 宇野(下りのみ)航路 - 週6便 (大王海運、RORO船)
- 神戸航路 - 週3便（大王海運）
- 那覇航路 - 週1便（フジアサヒ）